# Turvalepa
Koordinaten: 58° 56′ N, 23° 50′ O
Turvalepa (deutsch Turwalep) ist ein Dorf (estnisch küla) in der Landgemeinde Lääne-Nigula im Kreis Lääne in Estland. Bis 2013 gehörte es zur mittlerweile aufgelösten Landgemeinde Taebla.

## Einwohnerschaft und Lage
Der Ort hat 37 Einwohner (Stand 31. Dezember 2011). Seine Fläche beträgt 12,5 Quadratkilometer.
Das Dorf liegt 39 Kilometer nordöstlich der Landkreishauptstadt Haapsalu.